# امیل وت
امیل وت (Emil Vett)
(۷ نوامبر ۱۸۴۳–۱۸ فوریه ۱۹۱۱) یک تاجر دانمارکی بود که از بنیانگذاران فروشگاه‌های شمال (Magasin du Nord) بود.

## زندگی و تحصیلات اولیه
امیل وت در ۷ نوامبر ۱۸۴۳ در رادبی در لولاند ب، پسر پزشک جولیوس تئودور امیل وت (۶۹–۱۸۰۸) و کارن پترین بیورن (۸۱–۱۸۱۳) متولد شد. در سن۱۴ سالگی در فروشگاه نساجی CB Christensen در ارهوس شاگردی کرد. وی در کل ۹ سال در مغازه کار کرد و پس از بیمار شدن صاحب خانه، حدود یک سال در آن مدیر شد. پس از مرگ صاحب CB Christensen، وت مدت کوتاهی در فروشگاه مد Emil Secher کار کرد.

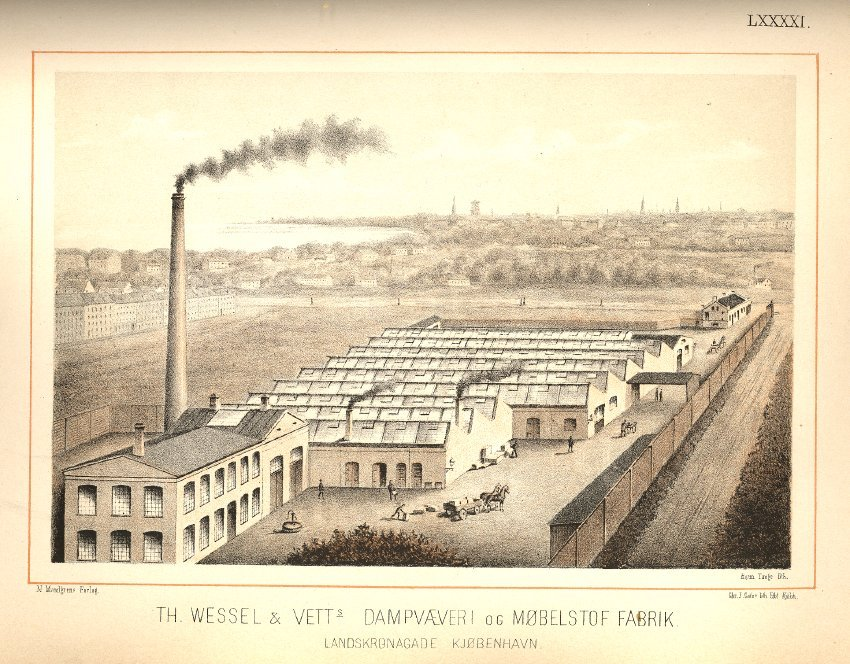
Th کارخانه پارچه بافی و مبل Wessel & Vett

## دوران فعالیت
در سال ۱۸۶۸ وت فروشگاه را با مشارکت Th وسل در سال ۱۸۷۶ وت و وسل شرکت را به کپنهاگ منتقل کردند. طی سالهای بعدی به بزرگترین فروشگاه بزرگ کشور با نام فروشگاه شمال Magasin du Nord تبدیل شدند. این شرکت در سال ۱۸۸۷ کارخانه نساجی خود را در Landskronagade تأسیس کرد.

## بازنشستگی
پس از بازنشستگی در شرکت خود، حدود سال ۱۹۰۰، وت در تعدادی از خیریه‌ها مانند انجمن سل دانمارک. وی همچنین در تأسیس Idrætsparken نقش داشت.
در سالهای ۱۸۸۵–۱۹۱۱ وی عضو متخصص handelsretten و در سال۱۹۰۴–۱۱ عضو هیئت نمایندگان بانک دانمارک بود.
در سال ۱۸۹۳ وت و وسل صندوق بازنشستگی و رفاه (حقوق بازنشستگی - og understøttelseskasse) را برای کارمندان شرکت تأسیس کردند.

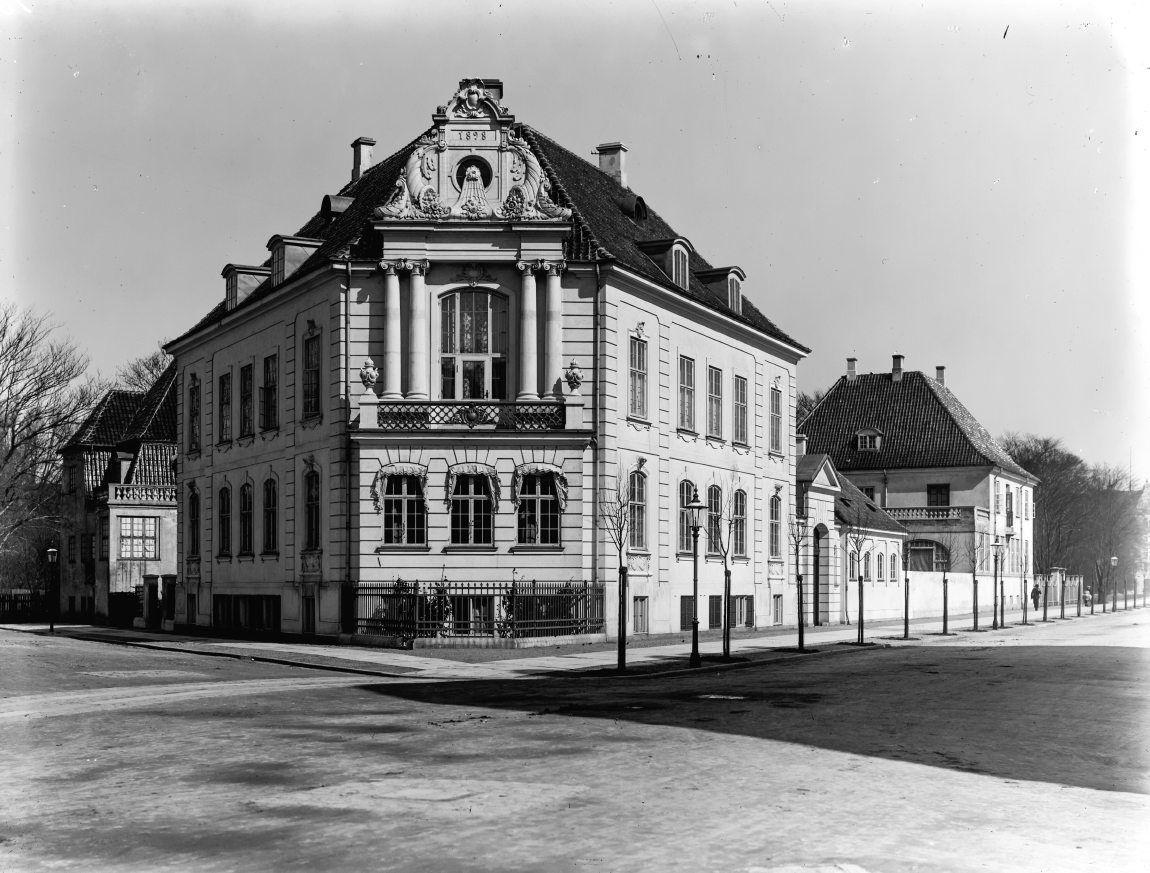
ویلای وت در Kristianiagade در کپنهاگ

## زندگی شخصی
وت در ۲۷ آوریل ۱۸۷۰ با کارولین آدولفین لنگبال (۱۵ سپتامبر ۱۸۴۹–۸ فوریه ۱۹۳۵)، دختر بازرگان کارل ال (۸۵–۱۸۰۵) و هانسین پالین پالسن (۶۸–۱۸۱۴) ازدواج کرد.
وت ویلای را در Kritianiagade در سال ۱۸۹۸ ساخت. این ساختمان توسط یوهان شرودر طراحی شد. وت همچنین صاحب یک اقامتگاه تابستانی بود که توسط همان معمار در Taarbæk در ساحل شمال شهر طراحی شده بود.
وت در سال ۱۸۹۶ به عنوان یک شوالیه در ردیف دانبروگ منتخب شد و در سال ۱۹۰۸ به وی نشان صلیب افتخار و در سال ۱۹۰۹ به وی نشان افتخار طلا اعطا شد. وی در ۱۸ فوریه ۱۹۱۱ درگذشت و در قبرستان Taarbæk به خاک سپرده شد.